# Rejon żłobiński
Rejon żłobiński (biał. Жлобінскі раён) – rejon w południowo-wschodniej Białorusi, w obwodzie homelskim. Leży na terenie dawnego powiatu rohaczewskiego.